# Die Hexen von Zugarramurdi
Die Hexen von Zugarramurdi ist eine turbulente und bezüglich Ausstattung und Spezialeffekte ungewöhnlich aufwändige, spanisch-französische Horrorkomödie aus dem Jahre 2013 mit Carmen Maura in einer der Hauptrollen als Hexenvorstand in einem verwunschenen Haus.

## Handlung
Handlungsort ist der Norden Spaniens. Der geschiedene Vater José und sein Kumpel Toni, ein Frauenheld wie er im Buche steht, haben keine bezahlte Arbeit und sind daher chronisch knapp bei Kasse. Diese Situation wollen die Freunde unbedingt ändern, und so planen die beiden, als Straßenkünstler getarnt, einen Überfall auf eine Pfandleihe, wo sie erhoffen, reichlich Gold zu erbeuten. Unglücklicherweise ist auch Josés kleiner Sohn Sergio mit dabei. Dies ließ sich nicht verhindern, da heute der im Scheidungskrieg mit Josés Ex-Frau Silvia ausgehandelte Besuchstag ist. Außerdem hat José Sergio versprochen, mit ihm einmal Disneyland Paris zu besuchen. Der Überfall auf den Pfandleiher gelingt, und als Fluchtfahrzeug wird ausgerechnet ein Taxi gekapert, in dem auch noch zu allem Überfluss bereits ein Fahrgast sitzt, der nun ganz gegen seinen Willen, im Kofferraum eingesperrt, mitgeschleppt wird. Doch der dilettantisch vorbereitete Bruch hat sowohl zwei etwas trottelige Polizisten auf den Plan gebracht als auch Josés Ex Silvia, die während eines Telefonats mit José Pistolenschüsse im Hintergrund hörte. Flugs machen sich die drei unabhängig voneinander auf den Weg, um zu sehen, was los ist.
Derweil ist die Truppe um José und Toni kurz vor der Grenze nach Frankreich, ihrem Fluchtziel, angekommen. In dem kleinen Ort Zugarramurdi machen sie einen kurzen Halt. In dem Städtchen mit einer traurigen Vergangenheit einer brutalen „Hexen“-Verbrennung vor rund 400 Jahren geraten sie in die Fänge einer eloquenten Gruppe von männerhassenden Hexen. Angeführt werden diese von Graciana Barrenetxea, deren Mutter Maritxu und Tochter Eva ebenfalls dabei sind. Dieser in einem sich als sehr verwunschen herausstellenden Herrenhaus residierende Drei-Generationen-Haushalt hat mit den Ankömmlingen nichts Gutes im Sinn, denn die Männer sollen als Gaumenschmaus für ein anstehendes Festmahl dienen bzw. Opfer eines Rituals werden. Als den Gekidnappten schwant, dass sie in Teufels Küche geraten sind, nehmen sie sofort Reißaus, bis mitten auf der Fluchtfahrt im Taxi José auffällt, dass er die Beute aus dem Raub im Hexenschlösschen liegengelassen hat. Der gekidnappte Taxi-Fahrgast wird erst aus-, dann wieder eingeladen, und im Affentempo geht es zurück zu den Hexen. Die freuen sich über alle Maßen, dass ihr Essen auf Rädern zurückgekehrt ist und achten diesmal genau darauf, dass die Männer nicht noch einmal entfleuchen können.
Der kleine Sergio scheint vorerst gerettet, doch bekommt ihn die alte Maritxu später wieder in die Fänge. Sie alle sollen nach einem alten Ritual geopfert werden. Bald sind in Zugarramurdi auch Silvia und die beiden Polizeiinspektoren eingetroffen, und die Situation wird immer chaotischer. Die drei dringen in das Hexenhaus ein und sehen, auf dem Dach angelangt, von oben wie ein festliches Bankett der Bewohnerinnen stattfindet. Das Dach trägt die drei jedoch nicht, und Silvia sowie die beiden Polizisten Pacheco und Calvo krachen in die Tiefe und landet mitten auf dem Banketttisch. Nun ist der Teufel los. Während José, Toni und Taxifahrer Manuel in dem entstehenden Tohuwabohu fliehen können, werden die drei fallenden Neuankömmlinge von den Hexen sofort in Gewahrsam genommen. Zwei der drei Entflohenen werden von den über magische Kräfte verfügenden Hexen – sie können unter anderem fliegen und ebenso entlang der Wand als auch an der Decke laufen – wieder einkassiert, während es José dank der Hilfe der hübschen Junghexe Eva gelingt, dem kannibalischen Hexenmob zu entkommen.
Eva hatte sich nämlich sofort nach der Ankunft in José verliebt und verlangt nun von ihm, als Preis seiner Rettung, augenblicklich mit ihr aus dem Hexenparadies zu fliehen. Der aber will nicht ohne seinen Kumpel Toni und schon gar nicht ohne Sergio türmen. Das wiederum bringt Eva augenblicklich in Rage, und sie schleudert ihn quer durch die ganze Halle. Er landet in einem unterirdischen Raum, wo er auf Luis Miguel, verkürzt „Luismi“ genannt, stößt, der hier, seit Jahren angekettet, sein Dasein fristet. Nachdem er den armen Wicht befreit hat, führt dieser José zum Dank in das Ritual-Zimmer, wo der kleine Sergio in Vorbereitung auf seine Opferung festgehalten werden soll. Doch vielmehr treffen Luismi und José auf Toni, Manuel sowie die beiden Polizisten Pacheco und Calvo, die dort gerade auf einem Lagerfeuer knusprig braun geröstet werden sollen. Plötzlich entsteht wie aus dem Nichts, eine riesige, fette, wabbelige Kreatur, die sich als Göttin aller Hexen erweisen soll. In ihrem unstillbaren Hunger verschlingt sie kurzerhand den kleinen Sergio als erstes. Doch der übersteht dieses Ritual unbeschadet und wird von den Hexen als neuer Anführer gegen die menschliche Zivilisation und das Patriarchat gefeiert. José lässt mit Evas Hilfe die schwabbelige Hexengöttin in sich zusammenfallen und schnappt sich seinen Sohn. Gemeinsam mit seinen Kumpanen und Eva entfliehen sie dieser Hexenküche.
Graciana und die anderen Hexen werden für tot gehalten, da dieses Chaos im Hexenschloss mit der in sich zusammensackenden Hexengöttin eigentlich niemand überlebt haben dürfte. Eigentlich. Denn dies erweist sich als Irrtum. Einige Monate später: Während José und Eva geheiratet haben und Sergio in einer Schulaufführung seine von Eva erlernten magischen Talente vorführen darf, sieht man in der Schlussszene die überlebenden Silvia, Graciana und Maritxu nur darauf warten, dass Unfriede zwischen Eva und José entsteht und sich die Dinge wieder zu Gunsten der Hexen entwickeln.

## Produktionsnotizen und Veröffentlichungen
Die Hexen von Zugarramurdi entstand im Jahre 2012 und wurde am 27. September 2013 in Spanien uraufgeführt. In Deutschland kam der Film nicht in die Kinos und wurde 2014 als DVD herausgebracht. Die Fernseherstausstrahlung (OmU) erfolgte am 6. November 2015 auf arte. Eine deutsch synchronisierte Fassung wurde am 28. Juni 2018 auf tele 5 ausgestrahlt.
Die Produktionskosten betrugen rund 6 Millionen Euro, die weltweiten Einnahmen lagen bei etwa 8 Millionen Euro.

## Trivia
Seit Juni 2014 ist Carolina Bang, die Darstellerin der jungen Hexe Eva, mit dem Regisseur dieses Films, Álex de la Iglesia, verheiratet.

## Historischer Hintergrund
Der in der spanischen Provinz Navarra gelegene, real existierende Ort Zugarramurdi besitzt tatsächlich eine „Hexen-Vergangenheit“. Im Jahre 1610 wurde hier ein Prozess gegen 39 Frauen geführt, die der Hexerei beschuldigt wurden. Zwölf von ihnen wurden in Logroño zum Tod auf dem Scheiterhaufen verurteilt. Jedes Jahr im August wird mit traditionellen Tänzen und Konzerten keltischer und baskischer Musik in den prähistorischen Höhlen an diese tragische Begebenheit erinnert.

## Auszeichnungen
Der Film wurde 2014 mit einer Fülle von spanischen Preisen und Nominierungen bedacht. In insgesamt acht Kategorien gingen Goyas an diesen Film. Ausgezeichnet wurden
- Terele Pávez (beste Nebendarstellerin)
- Carlos Bernases (beste Produktion)
- Arturo García und José Luis Arrizabalaga (beste Filmarchitektur)
- Pablo Blanco (bester Schnitt)
- Paco Delgado (beste Kostüme)
- María Dolores Gómez Castro, Javier Hernández Valentín und Francisco J. Rodríguez Frías (bestes Makeup und Perücken)
- Charly Schmukler und Nicolas de Poulpiquet (bester Ton)
- Juan Ramón Molina und Ferrán Piquer für die besten Spezialeffekte.

- Überdies gab es Nominierungen für Joan Valent (beste Musik) und Kiko de la Rica (beste Kamera).

Weitere Filmpreise gab es im Rahmen des Premio Fénix, der Fotogramas de Plata, Premio Feroz, Fantasporto und beim Internationalen Festival des Fantasy Films in Brüssel. Überdies nahm Die Hexen von Zugarramurdi am Filmfestival von San Sebastián teil.

## Kritiken
Luis Martínez schrieb in der Tageszeitung El Mundo, er empfinde den Film als sehr unstet: Manchmal genial, dann wieder einfach nur laut und stets bruchstückhaft.
Carlos Boyero von El País schrieb: „Die Gags und die Dialoge werden nicht verschwendet, Anmut verschmilzt mit dem Spektakulären.“ Er befand aber auch, dass man von den Hexen rasch übersättigt sein könne. „Aber es wäre unfair, auf den Unzulänglichkeiten des Ergebnisses herumreiten zu wollen.“
In der Zeitung ABC schrieb Oti Rodríguez Marchante, bei diesem Film handele es sich um „ein sehr lustiges und erfolgreiches“ Artefakt „mit einem schier endlosen und verrückten Hexensabbat-Finale.“
Rotten Tomatoes sah in Die Hexen von Zugarramurdi einen echten Genre-Spaß und fand, dass der Film „dunkel, grässlich und wunderbar subversiv“ sei. (englisch: “Dark, nasty, and delightfully subversive, Witching and Bitching is gross-out genre fun with a heaping helping of warped comedy for good measure.”)
Auf kino.de heißt es: „Spaniens Genrespezialist Alex de la Iglesia zieht alle Effektregister in seinem neusten Horrorkomödienstreich.“
Auf Horrormagazin.de steht über Witching & Bitching: „Der Film hält sich schon von Anfang an nicht mit irgendwelchen großen Einführungen auf. Wir wissen ziemlich schnell, dass es um ein Unheil wahrhaft apokalyptischen Ausmaßes geht. Noch ehe wir es zunächst einmal mit einem handfesten Actionfilm zu tun haben, bei dem reihenweise Polizeiautos zu Schrott gefahren werden. […] Völlig durchgeknallter Riesenspaß. Genial.“ 5 von 5 Sternen wurden vergeben.